# Las Alhuacas (paroisse civile)
Pour les articles homonymes, voir Las Alhuacas.
Las Alhuacas est l'une des quatre divisions territoriales et statistiques et l'une des trois paroisses civiles de la municipalité de Libertador dans l'État de Monagas au Venezuela. Sa capitale est Las Alhuacas.